# Comunidade Francesa

A Comunidade Francesa foi uma associação radicada na França e formada por territórios e departamentos ultramarinos e por vários Estados independentes africanos que faziam parte do Império Francês. Criada em 1958, visava à associação das antigas colônias com a França metropolitana. Os membros da comunidade tinham considerável autonomia, mas lhes era negado o controle de sua própria educação superior, moeda corrente, defesa e assuntos exteriores. O território da África Ocidental, Guiné, votou imediatamente contra o acordo e tornou-se independente. A hostilidade às restrições na autonomia levaram à revisão da Constituição em 1960. Apesar disso, os Estados africanos abandonaram a comunidade, continuando a manter relações próximas com a França. Em 1961, o sistema entrou em colapso e algumas de suas instituições foram abolidas. Hoje, a maioria dos países africanos francófonos, mais alguns países observadores localizados no continente, somados com outros países ex-colônias da França, são países-membros da Organização Internacional da Francofonia, com status diferenciado da Comunidade Francesa. Análoga à Commonwealth.